# Sarcophaga bechuanae
Sarcophaga bechuanae är en tvåvingeart som beskrevs av Zumpt 1972. Sarcophaga bechuanae ingår i släktet Sarcophaga och familjen köttflugor.
Artens utbredningsområde är Botswana. Inga underarter finns listade i Catalogue of Life.